# Louvigny (Pyrénées-Atlantiques)
Louvigny település Franciaországban, Pyrénées-Atlantiques megyében. Lakosainak száma 136 fő (2022. január 1.). Louvigny Arzacq-Arraziguet, Fichous-Riumayou, Garos, Mialos és Vignes községekkel határos.

## Népesség
A település népességének változása:
| Lakosok száma | 128  | 135  | 140  | 140  | 139  | 139  | 138  | 137  | 136  |
|               | 2013 | 2015 | 2016 | 2017 | 2018 | 2019 | 2020 | 2021 | 2022 |